# Stadion Orczo wojwody w Panagjuriszte
Stadion Orczo wojwody (bułg. Стадион Орчо войвода) – wielofunkcyjny stadion w Panagjuriszte, w Bułgarii. Obiekt może pomieścić 3000 widzów. Swoje spotkania na stadionie rozgrywają piłkarze klubu Oboriszte Panagjuriszte.